# Hapalemur alaotrensis
Hapalémur du Lac Alaotra, Hapalémur gris d'Alaotra
Espèce
Statut de conservation UICN

 CR A2acd : 
En danger critique
Statut CITES
L'hapalémur du Lac Alaotra ou hapalémur gris d'Alaotra (Hapalemur alaotrensis) est une espèce de primate lémuriforme appartenant à la famille des Lemuridae.

## Caractéristiques
L'hapalémur du lac Alaotra est une espèce de lémuriens de taille moyenne, au pelage laineux dense d'un gris-brun sur le dos, gris plus clair sur le visage et la poitrine, et marron sur la tête et le cou. Il se caractérise par une tête, un museau et de petites oreilles arrondis. Il a une taille 30 à 40 cm en moyenne (+ 40 cm de queue) et pèse entre 1 et 2 kg.
Il pourrait vivre 20 ans dans la nature et jusqu'à 30 ans en captivité.

## Écologie et comportement

### Comportement
Actif de jour comme de nuit, les périodes principales de son activité se situent à l’aube et au crépuscule, où il passe la majorité de son temps à manger. Animal sociable, il vit en groupes familiaux de 3 à 6 individus, composés d'un couple reproducteur et de ses descendants. Ces derniers défendent leur territoire en utilisant des vocalisations et des marquages olfactifs et maintiennent la cohésion du groupe par un toilettage réciproque et des attitudes corporelles spécifiques.

### Déplacement
La forme de ses mains et de ses pieds lui impose un mode de déplacement différent des autres lémuriens. Il progresse en s'accrochant à une tige de roseau jusqu’à ce qu'elle plie et qu'il puisse en attraper une autre, en s'équilibrant avec sa queue. Sa petite taille lui permet de grimper aux roseaux les plus fins. Cependant, il peut également se déplacer en grimpant, en sautant voire en nageant lorsque cela s'avère nécessaire..

### Alimentation
Il se nourrit principalement des tiges du papyrus Cyperus madagascariensis  (il est donc capable de survivre à un régime de tige ligneuse), des pousses de Phragmites communis et de 2 types d'herbes : Echinocochla crusgalli et Leersia hexandra.

### Reproduction
La gestation dure 5 mois et la portée, qui a lieu tous les deux ans, se compose de 1 à 2 petits. Les petits s’accrochent au pelage de leur mère qui les transporte sur son dos et les nourrit jusqu’à’ l’âge de six semaines. Après 20 semaines, ils sont sevrés et autonomes. Ils partiront fonder leur propre groupe dès leur maturité sexuelle.

## Habitat et répartition

Répartition géographique.

Il est endémique aux rives du lac Alaotra dans le nord-est de Madagascar. Il vit dans la végétation marécageuse autour du lac composées de papyrus et de roseaux.

## Menaces et conservation
La limitation de sa zone d’habitat et de ses sources de nourritures rend l'hapalémur particulièrement vulnérable. Le lac Alaotra est en effet la zone la plus utilisée pour la culture du riz de Madagascar. De vastes étendues de terrains de roseaux y sont brûlées régulièrement. Cette espèce est également chassée pour sa chair ou pour être vendue comme animal de compagnie. 
L’Hapalémur du lac Alaotra est donc classé depuis 2002 en « Danger critique d’extinction » sur la liste rouge de l’UICN. Cette espèce est aussi une des dix-huit espèces de primates de Madagascar à avoir été incluse entre 2000 et 2020 dans la liste des 25 espèces de primates les plus menacées au monde (2000 ; 2014 ; 2016 ; 2018). 
Il bénéficie également d'une campagne de protection, par le biais d'un programme européen d'élevage (EEP).
Même si à l'heure actuelle, peu de zoos européens présentent cette espèce, ceux qui en possèdent parviennent à les faire se reproduire régulièrement. Un cheptel captif stable permet ainsi d'assurer un avenir à cette espèce en voie d'extinction.